# 𠅤姓
𠅤是中國的一個罕見姓氏，或由惠的異體字恵訛變而來。該姓氏的人數約50,000，聚居於陝西省、甘肅省、寧夏回族自治區等地。
由於該生僻字不易於書寫和輸入，常誤作「葸」「思」，或用音近字「席」「習」等替代。2013年發佈的《通用規範漢字表》收錄了此字，使之成為規範漢字。

## 知名人物
- 𠅤文林